# Resonancia de las conchas de Gastrópodos

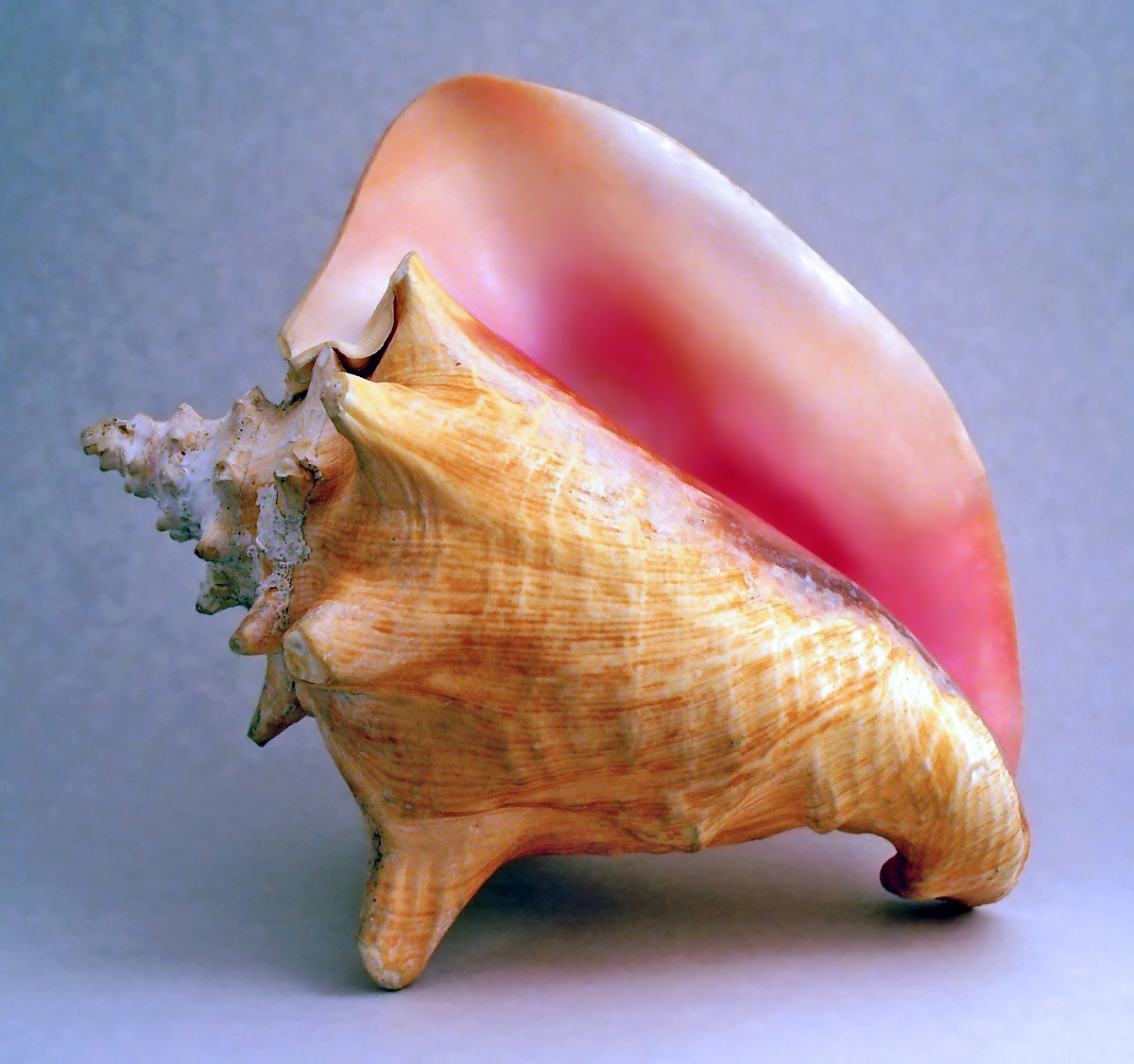
Una concha de caracol, comúnmente asociada con la resonancia

Existe un mito popular que si uno toma una concha y se la acerca a la oreja, se puede escuchar el sonido del mar.
El sonido que se escucha es en realidad el ruido del entorno, resonando dentro de la cavidad de la concha. El mismo efecto se puede producir con cualquier cavidad resonante, como un vaso vacío, o incluso simplemente de captación a lo largo de la oreja. La similitud de los ruidos producidos por el resonador a la de los océanos, se debe a la semejanza entre los movimientos de los océanos y el flujo de aire.
El resonador es simplemente un amplificador de algunas frecuencias existentes en el medio ambiente, incluyendo el aire que fluye dentro del mismo. Asimismo con un resonador se podrían captar los sonidos originados en el propio cuerpo humano, y atenuar otros.
El oído humano capta los sonidos producidos por el cuerpo humano, como la sangre que fluye, los músculos de la actuación e incluso el aire se filtra a través de la cera del oído. Estos sonidos son normalmente desechados por el cerebro, sin embargo, se hacen más evidentes cuando se filtran los sonidos externos más fuertes. Este efecto produce la oclusión con conchas marinas, vasos, o manos extendidas sobre los oídos, y también con auriculares circulares, cuyas copas forman un sello alrededor de la oreja, aumentando la impedancia acústica de los sonidos externos.